# النجاة الخيرية
جمعية النجاة الخيرية تأسست بدولة الكويت يوم الثلاثاء الموافق 6 ربيع الأول العام 1389 هجرية، الموافق 14 فبراير العام 1978 ميلادية. تعمل الجمعية مُنذ تأسيسها على التصدي لمشكلات الفقر والجهل والمرض، حيث شُيّدت مدارس خاصة بهدف بناء أجيال صالحة، وتولت تقديم المساعدات للطلاب غير القادرين على نفقاتهم المدرسية من خلال لجنة طالب العلم التّابعة لها. وأما عن الجانب الإنساني فقد أنشأت العديد من لجان الزكاة، بهدف التخفيف من مُعاناة الفقراء والمحتاجين ورعاية الأيتام، وكفالة الأسر الفقيرة داخل وخارج دولة الكويت. وتأتي الدعوة إلى الله في قلب اهتمامات النّجاة الخيرية.

## النشأة
تأسست جمعية النجاة الخيرية بدولة الكويت يوم الثلاثاء الموافق 6 ربيع الأول لعام 1389 هجرية، الموافق 14 فبراير لعام 1978 ميلادية، وتتميز في الأساس بنشاطها التعليمي، حيث أنها شيدت العديد من المدارس الخاصة بهدف بناء جيل متميز وقادر على تحمل المسؤولية والمساهمة علمياً في تنمية الوطن مع الالتزام لمبادئ الإسلام. كما تولي جمعية النجاة الخيرية اهتمامًا بتنفيذ بعض المشاريع الخيرية خارج دولة الكويت.

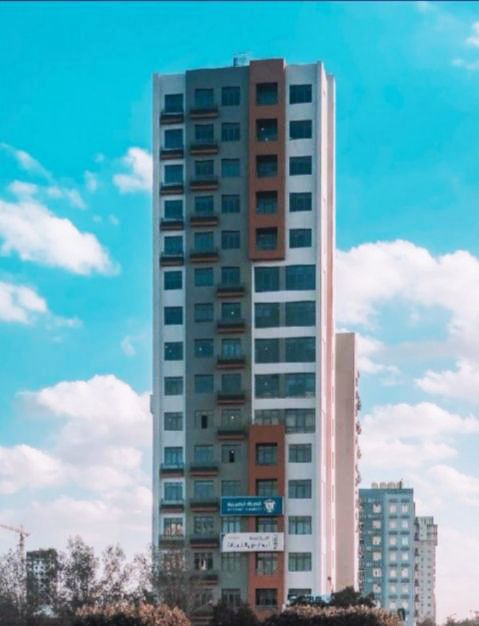
مقر جمعية النجاة الخيرية في الكويت

### التواجد الجغرافي
وصلت مشاريع جمعية النجاة الخيرية إلى أكثر من 40 دولة، وتركزت أغلب هذه المشاريع في عدة دول هي: مصر، والأردن، وألبانيا، والبوسنة والهرسك، وسوريا، وتركيا، واليمن، وإندونيسيا، وباكستان، وبنغلاديش، وتشاد، وسريلانكا، والفلبين. كما شملتً دولا أخرى مثل الهند، والسودان، واليمن، وكوسوفو، وفلسطين.

### الرؤية والرسالة
الرؤية : جمعية إنسانية تنموية تسعى إلى الرّيادة في العمل الخيري، بهدف القضاء على  الفقر والجهل والمرض.
الرسالة : تنميـة المجتمع الكويتي والعالم الإسلامي، خصوصاً الأقليات الإسلامية وذلك بدعم من أصحاب الأيادي البيضاء وتحقيق الاستدامة في المجالات الإنسانية والتنموية والتعليمية من خلال برامج ومشاريع وشراكات إستراتيجية وكفاءات بشرية متخصصة.

## التوجهات الاستراتيجية

### الأولويات
تسعى جمعية النجاة الخيرية إلى تحقيق أولوياتها الاستراتيجية التي حددتها وهي أهداف تعليمية وثقافية واجتماعية وصحية وإغاثية وتنموية. وقد حددت تلك الأولويات من خلال التشاور مع أصحاب العلاقة الداخليين، وتشتمل هذه الأولويات من المشاريع الاجتماعية على النمو الشامل - والمستدام وتلبية الأهداف التنموية للدولة.

#### المشاريع الثقافية
تقوم جمعية النجاة الخيرية بتنفيذ مشاريع وحملات تثقيفية تهدف إلى تثقيف الناس وتوعيتهم بالقيم الدينية، والصحة، والتعليم، والقضايا الاجتماعية وغيرها. وتركز هذه المشاريع على المشكلات التي تواجهها المجتمعات المختلفة بصورة يومية بما يجعلهم على دراية بالمشاكل والصعوبات التي يواجهها المجتمع. وقد تم تصميم هذه المشاريع بحيث يكون كل مشترك متمكنا من إدراك طبيعة التسلسل الاجتماعي المعقد والتفاعل معه بشكل إيجابي بما يؤدي إلى انعكاس أخلاقي حسن.

#### المشاريع التنموية
تم تصميم المبادرات التنموية لجمعية النجاة لتلائم الأطر العصرية لتنظيم وإدارة البرامج الاجتماعية بفعالية وبصورة علمية بما يحقق التحول الاجتماعي الإيجابي داخل المجتمعات المحلية عبر إنشاء مشاريع التنمية المجتمعية المستدامة.

#### المشاريع التعليمية
ساهمت جمعية النجاة الخيرية في العديد من برامج التعليم الوطنية، وورشات العمل.ومن خلال ركيزتها التعليمية، تلتزم بتوفير التعليم الأساسي للأطفال البؤساء في بلدان كثيرة. وقد صممت المبادرات التعليمية لتمكين الفرد من الحصول على مجموعة المهارات التعليمية اللازمة للبحث عن عمل هناك.

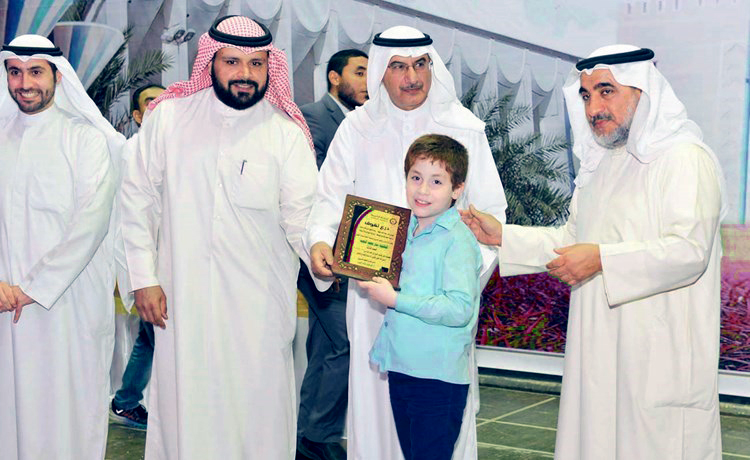
جمعية النجاة الخيرية تكرم طالب سوري

وتمثل العناصر التالية نموذج لمبادرات التعليم الخاصة بجمعية النجاة:
1. بناء المدارس
2. دعم التعليم في المناطق المتأثرة بالحروب
3. ضمان تعليم عالي الجودة
4. توفير الدعم للطالب والخريجين
5. تقديم المنح الدراسية والمساعدات التعليمية

#### المشاريع الاجتماعية
ركزت جمعية النجاة الخيرية على العديد من القضايا الاجتماعية من خلال تمويلها ودعمها في الماضي لتسريع وتيرة التنمية في المجتمعات وبالتالي كان لهذه الإسهامات أثر إيجابي بارز على المجتمعات داخل الكويت وخارجها.
بعض المشاريع الاجتماعية الهادفة:
1. إشراك أفراد المجتمع وأصحاب العلاقة في تنفيذها
2. تعليم وتحفيز الآخرين على اتخاذ القرارات
3. التركيز على الحلول لمعالجة الأسباب الجذرية للقضايا الاجتماعية

#### المشاريع الصحية
تعمل جمعية النجاة الخيرية على دعم كل ما يوفر السلامة الصحية وضمان رعاية صحية طبية عالية الجودة خارج نطاق المستشفى ورعاية الطبيب. وتقوم جمعية النجاة الخيرية بتمويل برامج من شأنها مساعدة المجتمعات في تعزيز السلوكيات الصحية، ونشر الوعي عن الأمراض وكيفية الوقاية منها. كما تعاونت مع العديد من العيادات والحملات في أرجاء الكويت لتوفير رعاية صحية مجانية.

#### المشاريع الاغاثية
جمعية النجاة الخيرية تؤمن أن حماية اللاجئين مسؤولية مشتركة. وفي هذا الإطار أنشأت عدة برامج ومبادرات لتوفير سبل معيشة للاجئين من خلال التعليم، والصحة، والبنية التحتية.

## الحوكمة وصنع القرارات
يعتبر مجلس الإدارة في جمعية النجاة هو هيئة صنع القرار لكل الأمور الجوهرية لتسيير الأعمال التشغيلية والمالية للجمعية. وتركز إدارة جمعية النجاة الخيرية ممثلة في مجلس الإدارة على تطوير الخطط والإستراتيجيات لتنفيذ المشاريع والبرامج الاجتماعية التي يتم تقديمها إلى الإدارة التنفيذية لتحويلها إلى خطط تشغيلية. ويتكون الهيكل الإداري من مجلس الإدارة، واللجنة التنفيذية، ولجنة الاستثمار، ومجلس إدارة المدارس، ولجنة التدقيق. ومجلس معهد كامز. وقد أطلقت جمعية النجاة الخيرية دليل سياسات الحوكمة الرشيدة لعملياتها ويرتكز دليل الحوكمة على المحاور التالية:
1. الجمعية العمومية.
2. الهيكل التنظيمي.
3. مجلس الإدارة.
4. الإدارة التنفيذية.
5. إدارة المخاطر والرقابة الداخلية.
6. إدارة التدقيق الداخلي.
7. سياسات الحوكمة الإدارية.
8. سياسة الإفصاح والشفافية.
9. سياسات قواعد السلوك المهني وأخلاقيات العمل.
10. سياسة الأبلاغ عن المخالفات.
11. مراقب الحسابات الخارجي.
12. المسؤولية الاجتماعية.

### فريق الإدارة
يتألف فريق الإدارة من أعضاء يشرفون معا على أنشطة الجمعية العامة لجمعية النجاة الخيرية، فأدوار ومسؤوليات أعضاء المجلس إما تسند أو تفوض إليهم. فعمليات جمعية النجاة الخيرية تخضع بشكل وثيق للمدير العام وثلاثة نواب للمدير العام.
كما أن فريق الادراة يتكون من شخصيات سبق لها ان تحملت مسؤوليات حكومية حيث اشتغل سابقا السيد أحمد سعد الجاسر (رئيس مجلس الإدارة) وزير الأوقاف، كما اشتغل السيد رشيد الحمد(نائب رئيس مجلس الإدارة) وزير تربية وسفير الكويت في جمهورية مصر العربية 2007 - 2013.

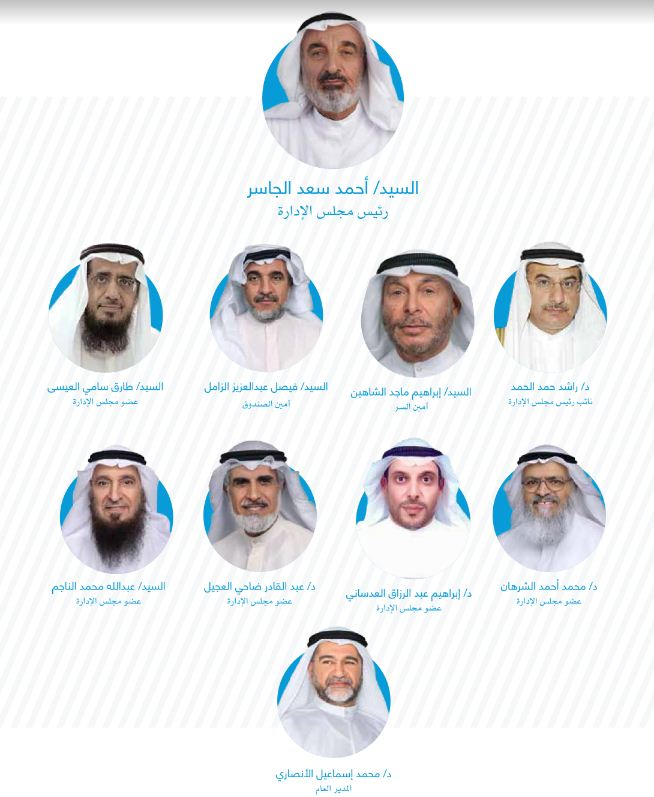
مجلس إدارة جمعية النجاة الخيرية

### جمع التبرعات
تركز جمعية النجاة الخيرية على ثلاثة أوجه رئيسية لتعزيز جهودها في جمع التبرعات
• تسهيل التبرعات: يكمن دور الجمعية في محاولة تقديم آلية تبرع سهلة وفعالة يمكن للمتبرعين من خلالها أن يضمنوا وصول تبرعاتهم للمشاريع أو البرامج الاجتماعية التي يختارونها.
• زيادة المصداقية: من الأهداف الرئيسة للجمعية تحسين مصداقية المنظمات الخيرية أمام أصحاب العلاقة. وفي جميع المراحل تلتزم بالشفافية الكاملة في التعامل مع التبرعات، وتقوم أيضا بتحليل عميق للقوائم المالية ونماذج الحوكمة ومشاريع المنظمات غير الحكومية المدرجة لديها للتأكد أن مبلغ التبرعات يستخدم في خدمة المستفيدين.
• تعزيز ثقافة العطاء: تعتبر ثقافة العطاء الإيجابية عنصرا مهما في تحقيق مجتمع متزن متماسك، وتهدف الجمعية إلى تعزيز هذه الثقافة من خلال مجموعة من البرامج الخيرية والحملات وورشات العمل والفعاليات.

## البيئة والطاقة

### الممارسات الصديقة للبيئة
تهدف جمعية النجاة الخيرية إلى إحداث تكامل بين الاعتبارات البيئية الخاصة بعملياتها وخيارات تمويل المشاريع. وهذه الاعتبارات تتمثل في تجنب تأثير الاستثمارات غير الصديقة للبيئة التي تقوم بها أو تدعمها. كما تخطط أيضا لإحداث تكامل بين التدابير الصديقة للبيئة مع تطوير أو تغيير البنية التحتية الموجودة. من خلال المبادرات التالية:

#### الوعي البيئي
أصبح تلوث المياه يمثل قلقا كبيرا في خلال القرن الماضي، حيث تزايد القاء النفايات في المحيطات والأنهار والبحيرات. وربما تظهر المياه نظيفة للاستهلاك، ولكن قد تختفي فيها الملوثات التي يمكن أن تؤثر على صحتنا. وللحفاظ على نظافة المياه فإن جمعية النجاة تعمل بشكل مستمر في جانب الترويج للمواد والرسائل والتنبيهات من خلال الحملات البيئية، حيث تم إجراء مبادرات توعية بالبيئة في مدارس النجاة من خلال المسابقات، وبرامج المسابقات، والفعاليات وبالإضافة إلى هذا، دعمت جمعية النجاة العديد من المشاريع مثل إنشاء الآبار لتحسين أنظمة إمدادات المياه إلى المجتمعات.

#### مبادرة إعادة التدوير
تقوم الجمعية بالترويج بمبادرات إعادة التدوير من خلال قاعدة المتبرعين الذين يرغبون في الساهمة بسلعهم المستخدمة في إعادة التدوير، كما تقوم بجمع المواد المستعملة مثل الأثاث، والملابس، والسيارات، الخ، وتقدمها للمحتاجين. وتتم عملية إعادة التدوير أو إعادة الاستخدام من خلال انتقاء المواد، والتبرع للمحتاجين، واستخدام قيمة بيع هذه المواد في الأعمال الخيرية.

### توفير الطاقة
يسـعى القسـم الهندسـي بجمعيـة النجـاة إلـى تحديــد فــرص توفيــر الطاقــة بشــكل منتظــم مــن خــلال عمليــات التدقيــق وتعليق الشعارــات والاقتراحــات وخيــارات التحســن، والجمعيــة تفضــل تقليــل مســتويات الطاقــة مــن خــلال عمليـات الصيانـة، والتعزيـز المنتظمـة، وليـس مــن خــلال الاســتثمارات.

#### حسـاب حجـم الغـازات الدفيئـة
تـدرك الجمعية باسـتمرار تأثيـر الإنسـان علـى البيئـة مـن خـلال تحـدي التغيـر المناخـي وظاهــرة الاحتبــاس الحــراري، آخذيــن فــي الاعتبــار الاختبــار السياســي العــام؛ ومـن هنـا تقـوم الجمعيـة بعمليـات أقـل تلوثـا مـن خـال منشـآتها والمنشـآت المرافقـة، كمـا تعتـزم أن يكـون لديهـا مسـتودع لغـاز الدفيئـة ووضع خـط أساس لعملياتها ومراقبتها فـي المستقبل مــن خلال تحديد الأهداف، كما تعمل الجمعية على خدمة البشرية وتعزيـز تطورها عبـر إنشاء بيئة وإجراء عمليات خالية من التلوث.

#### تصنيف نطاقات
تقوم جمعية النجاة بتصنيف نطاقات الانبعاث كما يلي:
| النطاق (1)                                                 | النطاق (2)                                                        | النطاق (3) |
| ---------------------------------------------------------- | ----------------------------------------------------------------- | --- |
| الانبعاثات المباشرة                                        | الانبعاثات غير المباشرة                                           | الانبعاثات غير المباشرة الأخرى                                                                                   |
| تحدث بسبب العمليات التي تملكها أو تتحكم فيها جمعية النجاة. | تحدث بسبب الشراء غير المباشر للكهرباء والأطوار الأولية لمؤسسة ما. | تحدث بسبب نتائج عمليات إحدى المنظمات، ولكنها غير مملوكة بشكل مباشر أو لا يتم مراقبتها بشكل مباشر من قبل المؤسسة. |

#### الخطط المستقبلية لانبعاثات الغازات الدفيئة
تقوم الجمعية بوضع أهداف معينة لتقليل انبعاثات الغازات الدفيئة بناء على خطط طويلة وقصيرة المدى وفقا انبعاثات النطاق 1 و 2 وتسعى جمعية النجاة أن تحقق أهدافها من خلال تحسين عملياتها، والاستثمار في التكنولوجيا، والقيام بالصيانة الدورية.

#### المشاريـع الاجتماعيـة - البيئيـة
نفذت جمعية النجاة الخيرية برنامج تنظيف الشواطئ والذي شارك فيه الشباب والمتطوعون في الكويت. وقد أثبت المتطوعون والموظفون التزامهم الاجتماعي بالاشتراك في حملة تنظيف الشواطئ. وهدفت الحملة إلى ربط المجتمع بالحياة اليومية بتقديم الدعم والمساعدة للمتطوعين وتنبيه الشباب بالحاجة إلى بيئة صحية وآمنة من أجل غد أفضل.
لجنة التعريف بالاسلام 
هي إحدى اللجان التابعة لجمعية النجاة الخيرية. وقد تأسست عام 1399هـ/ 1978م. في هذا العام بدأ تأسيس اللجنة وكان مقرها عبارة عن غرفة صغيرة.
أما الفكرة فكانت لعدد من الشباب الغيورين على دينهم حين وجدوا أن أمامهم أرضًا خصبةً للدعوة، وبدأ هؤلاء الفتية في تطبيق الفكرة بتعليم الوافدين بمختلف جنسياتهم، فبدأوا بتعليم اللغة العربية وكيفية النطق بها، ومن ثم تعريفهم بمبادئ الإسلام وقيمه وأركانه.
كان ذلك مقصورًا على يوم الجمعة من كل أسبوع وهو وقت الفراغ الوحيد لدى العمالة المترددة على اللجنة، ومن هذا المنطلق سميت اللجنة باسم “مدارس الجمعة”.
بعد انتشار الفكرة ورواجها وتزايد عدد المترددين عليها تم استئجار شقة في الأوقاف، ومع مرور الوقت وتعالي الهمم ورغبة أهل هذا البلد المعطاء في نشر الإسلام وبذلهم الغالي والنفيس من أجل ذلك؛ أخذ القائمون على اللجنة في تطويرها وتوسيع دائرة نشاطاتها إلى أن أصبح مقرها الرئيسي بمسجد الملا صالح بشارع فهد السالم.
علاوة على ذلك تقدم اللجنة خدمات اجتماعية وتربوية ودينية وتثقيفية عديدة للمسلمين الجدد وكذلك لأبناء الجاليات المسلمة ممن يعيشون على أرض الكويت وذلك من خلال إقامة خطبة الجمعة بمختلف اللغات، وتنظيم مشروع إفطار الصائم سنويًا والذي يقدم من خلاله أكثر من 100 ألف وجبة.
إلى جانب تنظيم المحاضرات والندوات والملتقيات لغير المسلمين حيث يتم فيها شرح مبادئ الإسلام شرحًا مبسطًا وسطيًا واضحًا، كذلك تقيم اللجنة العديد من الأنشطة الترفيهية والترويحية لغير المسلمين، ناهيك عن إقامة دروس اللغة العربية لغير الناطقين بها بمختلف أفرع اللجنة. وللوصول إلى ذلك الهدف تقوم اللجنة بطباعة وتوفير جميع الوسائل الدعوية من كتب وأشـرطة ونشرات للمسلمين ولغير المسلمين بمختلف اللغات.

## نجاحات وجوائز

### إنجازات الجمعية

#### المخيمات الطبية للعمال الوافدين
أهداف المشروع:
- إظهار القيم اإلنسانية
- تسليط الضوء على الدور الثقافي والإنساني للكويت في خدمة العاملين لديها
- إجراء الفحوص الطبية للعمال لا سيما الذين يعانون من مشاكل صحية منهم
- إجراء الفحوصات الوقائية بشكل منتظم وتشخيص األمراض المزمنة مثل أمراض القلب والسكري وضغط الدم
- توفير العلاج المجاني للمرضى

المستفيدون من المشروع:
- الوافدون والعمال محدودو الدخل من مختلف الجنسيات واللغات والأديان.

#### إفطار صائم
أهداف المشروع:
- تحقيق مبدأ التضامن في المجتمع
- التخفيف عن الفقراء وذوي الدخل المنخفض
- مساعدة الناس وإدخال السرور إليهم وجمعهم على موائد الخير

المستفيدون من المشروع:
- المتواجدين من الجاليات داخل الكويت.

#### تعليم الطلاب السوريين
أهداف المشروع:
- تقديم المساعدة التربوية والمالية للطلاب السوريين الموجودين في الكويت.

المستفيدون من المشروع:
- الطلاب السوريون.

#### مساعدات الطلاب
أهداف المشروع:
تقديم المساعدات للحالات لتحمل تكاليف الدراسة.
المستفيدون من المشروع:
الشريحة من محدودي الدخل من كافة الجنسيات داخل دولة الكويت.

#### أبشروا بالخير
أهداف المشروع:
- تعزيز دور جمعية النجاة الخيرية في خدمة المجتمع.

المستفيدون من المشروع:
- مساعدة أسر محتاجة وتحمل تكاليف الإيجار السنوي.

#### تخيل لحفر الأبار
أهداف المشروع:
توفير المياه النظيفة الصالحة للشرب من خلال حفر الابار الارتوازية.
المستفيدون من المشروع:
المجتمعات الفقيرة التي تعاني من نقص المياه النظيفة في البلدان االفريقية.

#### إبصار
أهداف المشروع:

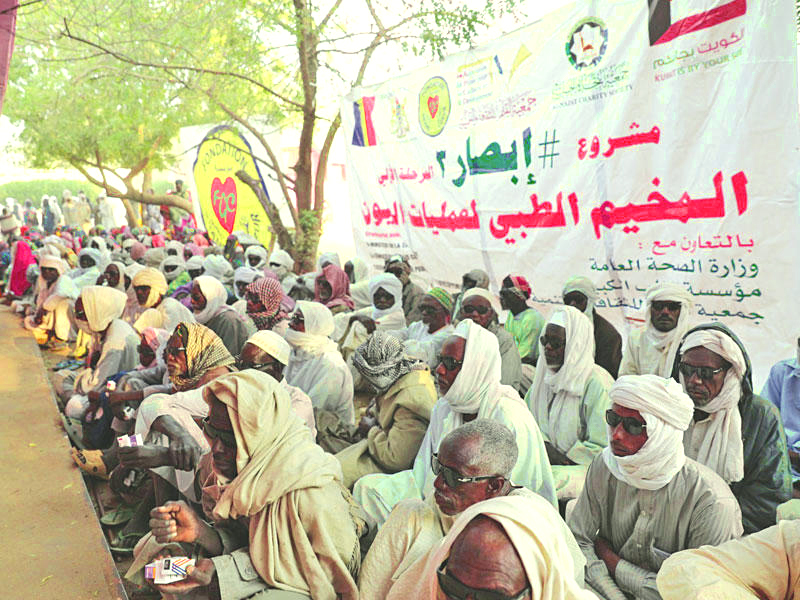
المخيم الطبي لمشروع ابصار في أحد الدول الافريقية

- إجراء فحص واجراء عمليات لمرضى العيون وإزالة المياه البيضاء.

المستفيدون من المشروع:
- محدودي الدخل الذين يعانون من امراض العيون وضعف في الرؤية.

#### المساعدات الشهرية
أهداف المشروع:
ً للمساعدة في اعباء الحياة اليومية.
مد يد العون للحالات وتقدبم المساعدات شهريا.
المستفيدون من المشروع:
الشريحة من محدودي الدخل من كافة الجنسيات داخل دولة الكويت.

### الجوائز والتقديرات
| السنة | الجائزة |
| ----- | --- |
| 2015  | - جائزة تمثيل الكويت في مجلس التعاون الخليجي لوزراء الشؤون الاجتماعية، لتنفيذها أفضل مشروع في العمل الاجتماعي بالكويت. - جائزة الكويت الإلكترونية - المركز الأول |
| 2016  | - جائزة الكويت الإلكترونية - المركز الأول - جائزة موقع الألوكة - المركز الثالث - جائزة الإبداع التقني في العمل الخيري - المركز الثاني |
| 2017  | - اختيار مدير عام الجمعية السيد محمد الإنصاري سفيرا لمؤسسة مصر الخير في دول مجلس التعاون الخليجي. - منح السيد جابر الوندة نائب المدير العام أعلي وسام من رئيس جمهورية ألبانيا لجهوده في دعم العمل الخيري بجمهورية ألبانيا                                                                      |
| 2018  | - جائزة سمو الشيخ سالم العلي الصباح المعلوماتية الدورة الثامنة عشر-المركز الأول. - عضوية الشبكة الاقليمية للمسؤولية الاجتماعية. - جائزة المؤسسة المتميزة في قياس الاثر الاجتماعي للمشروعات. - اجتماع تنسيقي وتعاوني مع مركز بان كي مون للمواطنة الدولية - تكريم من قبل مجلس اللوردات البريطاني |
| 2019  | |

- رشيد الحمد
- منظمة غير ربحية